# 筑紫広島
筑紫 広島（つくし の ひろしま、生没年不詳）は、奈良時代の官人。氏姓は筑紫史のち野上連。官位は外従五位下・近衛将監・播磨大掾。

## 出自
筑紫史は『新撰姓氏録』「左京諸蕃」に「陳思王植（一名東阿王。）之後也」とあり、同じく「河内国諸蕃」によると、野上連は「河原連同祖、陳思王植之後也」とあり、「摂津国諸蕃」によると竺志史は「上村主同祖、陳思王植之後也」となっている。
この「野上」は河内国丹比郡の野上（現在の大阪府羽曳野市埴生野野々上）に由来するものと推定される。

## 経歴
桓武朝の延暦2年（783年）正月、早朝から深夜まで公事に励み、つつしみ勤めておこたることがなかった8人の中の1人として、詔により島田宮成・津真道らとともに、正六位上から外従五位下に昇叙。同年2月、近衛将曹・播磨大掾に任命され、翌3年（784年）3月には播磨大掾を兼務したまま、近衛将監に昇格する。
同4年（785年）2月に、野上連の氏姓が与えられている。翌5年（786年）正月、笠江人に播磨大掾の官職を譲っている。

## 官歴
『続日本紀』による。
- 時期不詳：正六位上。
- 延暦2年（783年）正月20日：外従五位下。2月25日：近衛将曹・播磨大掾
- 延暦3年（784年）3月14日：近衛将監（兼播磨大掾）
- 延暦4年（785年）2月2日に：筑紫史から野上連に改氏姓